# Campionati del mondo di ciclismo su pista 2018 - 500 metri a cronometro
I 500m a cronometro femminili ai Campionati del mondo di ciclismo su pista 2018 si sono svolti il 3 marzo 2018.

## Risultati

### Qualificazioni
I migliori otto tempo si qualificano per la finale.
| Posizione | Atleta           | Nazione       | Tempo  | Gap    | Note |
| --------- | ---------------- | ------------- | ------ | ------ | ---- |
| 1         | Daria Shmeleva   | Russia        | 33.239 |        | Q    |
| 2         | Miriam Welte     | Germania      | 33.416 | +0.177 | Q    |
| 3         | Pauline Grabosch | Germania      | 33.523 | +0.264 | Q    |
| 4         | Elis Ligtlee     | Paesi Bassi   | 33.557 | +0.318 | Q    |
| 5         | Olena Starikova  | Ucraina       | 33.613 | +0.374 | Q    |
| 6         | Kyra Lamberink   | Paesi Bassi   | 33.888 | +0.649 | Q    |
| 7         | Katy Marchant    | Regno Unito   | 33.893 | +0.654 | Q    |
| 8         | Tania Calvo      | Spagna        | 33.924 | +0.685 | Q    |
| 9         | Lee Wai Sze      | Hong Kong     | 34.001 | +0.762 |      |
| 10        | Lyubov Shulika   | Ucraina       | 34.082 | +0.843 |      |
| 11        | Martha Bayona    | Colombia      | 34.266 | +1.027 |      |
| 12        | Jessica Salazar  | Messico       | 34.405 | +1.166 |      |
| 13        | Helena Casas     | Spagna        | 34.535 | +1.296 |      |
| 14        | Yuli Verdugo     | Messico       | 34.781 | +1.542 |      |
| 15        | Miriam Vece      | Italia        | 34.888 | +1.649 |      |
| 16        | Kim Wong-yeong   | Corea del Sud | 35.102 | +1.863 |      |
| 17        | Mandy Marquardt  | Stati Uniti   | 35.148 | +1.909 |      |
| 18        | Jessica Hoi Yan  | Hong Kong     | 35.220 | +1.981 |      |
| 19        | Song Chaorui     | Cina          | 35.333 | +2.094 |      |
| 20        | Deborah Herold   | India         | 35.706 | +2.467 |      |
| 21        | Ma Wing Yu       | Hong Kong     | 36.597 | +3.358 |      |
| –         | Stephanie Morton | Australia     | DNS    | DNS    | DNS  |

### Finale
La finale si è disputata alle 18:30.
| Posizione | Nome             | Nazione     | Tempo  | Gap    | Note |
| --------- | ---------------- | ----------- | ------ | ------ | ---- |
| 1         | Miriam Welte     | Germania    | 33.150 |        |      |
| 2         | Daria Shmeleva   | Russia      | 33.237 | +0.087 |      |
| 3         | Elis Ligtlee     | Paesi Bassi | 33.484 | +0.334 |      |
| 4         | Pauline Grabosch | Germania    | 33.487 | +0.337 |      |
| 5         | Olena Starikova  | Ucraina     | 33.609 | +0.459 |      |
| 6         | Tania Calvo      | Spagna      | 33.996 | +0.846 |      |
| 7         | Kyra Lamberink   | Paesi Bassi | 34.179 | 34.179 |      |
| 8         | Katy Marchant    | Regno Unito | 34.242 | 34.242 |      |